# Rolf Thiele (Ingenieurwissenschaftler)
Rolf Thiele (* 1. Juli 1935 in Lübben (Spreewald); † 11. Mai 2019 in Leipzig) war ein deutscher Ingenieurwissenschaftler und Hochschullehrer für Statik und Dynamik von Tragstrukturen sowie 1990 bis 1992 letzter Rektor der Technischen Hochschule Leipzig.

## Leben
Rolf Thiele erwarb 1953 das Abitur am Paul-Gerhardt-Gymnasium in Lübben (Spreewald). Er studierte an der Hochschule für Bauwesen Leipzig und schloss 1959 als Diplom-Ingenieur ab. Danach wurde er hier wissenschaftlicher Assistent und 1970 zum Doktoringenieur (Dr.-Ing.) promoviert. 
Von 1972 bis 1976 war Thiele Statiker in einem Stahlbauunternehmen. 1977 wurde er zum Hochschuldozenten an die Technische Hochschule Leipzig berufen. Nach seiner 1985 erfolgten Habilitation wurde er hier 1986 zum ordentlichen Professor berufen. 
1990 wurde Thiele zum Rektor der Technischen Hochschule Leipzig gewählt. Diese außerordentliche Wahl erfolgte Anfang Juli, und es kandidierten weiterhin der bisherige Amtsinhaber Dietrich Balzer sowie Werner Kriesel, beide aus der Sektion Automatisierungsanlagen; die Entscheidung für Thiele fiel in einem dritten Wahlgang. 
1992 erhielt Thiele einen Ruf als Universitätsprofessor an die Universität Leipzig. Sein bisheriges Amt als letzter Rektor der TH Leipzig wurde in Doppelfunktion von Klaus Steinbock wahrgenommen, dem Gründungsrektor der Hochschule für Technik, Wirtschaft und Kultur Leipzig (HTWK), und es endete mit der Auflösung der TH Leipzig zum Jahresende 1996. Thiele richtete an der Universität Leipzig die beiden Studiengänge Wirtschaftsingenieurwesen und Bauingenieurwesen ein.
Thiele wurde 1996 in die Technikwissenschaftliche Klasse der Sächsischen Akademie der Wissenschaften zu Leipzig zugewählt und war von 1996 bis 2000 Stellvertretender Sekretar dieser Klasse. Er war weiterhin gewähltes Mitglied der Deutschen Akademie der Technikwissenschaften. 
Am 2. Dezember 2002 erhielt er die Caspar-Borner-Medaille für seine Verdienste um die Erneuerung der Universität Leipzig.
Thiele war verheiratet und hatte einen Sohn und eine Tochter. Seine Hobbys waren Reisen und Wandern sowie Geschichte der Neuzeit.

## Schriften
- Beitrag zur Beurteilung der Knicklasten zweistieliger Rahmenstäbe. ingenieurwissenschaftliche Dissertation, Hochschule für Bauwesen Leipzig, 18. Dezember 1970.
- Baumechanische Simulierung drehelastischer Wirkungen und ihr Einfluss auf den Anstrengungszustand von Stab- und Flächentragwerken. Dissertation B (Habilitationsschrift), Technische Hochschule Leipzig, 1986.